# Ortopedija
Ortopedija (grč. orthos-ravan, uspravan; paidion-dete) je medicinska specijalnost koja proučava, sprečava i leči bolesti, deformacije i povrede sistema za kretanje. Danas je ortopedija prevashodno hirurška struka zbog aktivnog, operativnog pristupa u terapiji mnogih stanja. Zadržala je i svoje istorijske karakteristike, podrazumevajući brigu o deformacijama skeleta sa opštim zadacima brige za invalide, pa tako sarađuje sa ostalim specijalnostima, kao što su školska i fizikalna medicina, pedijatrija, reumatologija i neonatologija.

## Istorijat
Nikola Andri (1658—1742) je francuski doktor koji je u svojoj knjizi, izdatoj 1741. godine, „Ortopedija ili umeće sprečavanja i korigovanja deformacije tela dece“ (franc. L'orthopédie ou l'art de prévenir et corriger dans les enfans, les difformités du corps) dao naziv ortopediji takav kakav je danas. U ovoj knjizi, Nicolas je dao i ilustraciju ispravljanja mladog drveta u rastu, tako što se privezuje za uspravan stub koji ga pridržava. Ovo drvo je ostalo simbol ortopedije do danas.
1780. godina je izuzetno važna godina u istoriji ortopedije. Tada je otvorena prva ortopedska ustanova u Orbeu od strane Venela, u kojoj su se lečila krivljenja kičme i ekstremiteta pomoću aparata i ekstenzija. Slične ustanove su osnovane i u drugim gradovima, kao što su Delpech u Montpellieru (1812), Johann Georg Heine u Würzburgu (1816), kao i Hirsch u Pragu (1845). Johann Georg Heine je bio popularan u lečenju ortopedskim aparatima i smatra se osnivačem „mehaničke ortopedije“.
Pronalazak gipsanog zavoja je značajno uticao na razvoj konzervativne ortopedije novijeg doba. Za njegovu primenu je zaslužan Holanđanin Antonius Mathysen koji je 1852. objavio metodu povijanja koju je kasnije čitavom Evropom proširio Van de Lee.
Nakon otkrića asepse, rendgenskih zraka i anestezije, ortopedija se kreće ka razvoju u hiruršku struku.

## Ortopedska dijagnostika
Dijagnostika bolesti i povreda sistema za kretanje sastoji se od anamneze, kliničkog pregleda, laboratorijske i radiološke pretrage, kao i drugih specijalnih ispitivanja. Ortopedska dijagnostika se širi i na dijagnostiku drugih organa, obzirom da se neki znakovi bolesti tek sekundarno javljaju kao ortopedski.
- Anamnezu čine porodična anamneza i sadašnja bolest. Prvi je i osnovni korak u dijagnostifikovanju bolesti i daje smernice prilikom indiciranja ostalih dijagnostičkih postupaka. Bolesnik se javlja na pregled najčešće zbog bola i drugih subjetkivnih smetnji, kao što su mišićna slabost, osećaj trnjenja, ili nedostatak osećaja za toplotu ili hladnoću. Takođe, bolesnik može sam na svom telu prilikom obavljanja funkcija primetiti određene promene, koje mogu pomoći prilikom utvrđivanja anamneze (npr. promene na koži, oticanje zglobova ili ekstremiteta, deformacija nekog dela tela, šepanje).[3]
- Klinički pregled obavlja se tačno utvrđenim redosledom. Neophodno je upoznati se sa bolesnikovim opštim stanjem (''status praesens''), zatim se obavlja pregled čitavog koštano-zglobnog sistema, i najzad pregled bolesne regije (''status localis''). Najpre se pristupa inspekciji (u mirovanju i pokretu), zatim palpaciji (u mirovanju i pokretu), a nakon toga meri se opseg pasivnih i aktivnih kretnji svih zglobova i kičme. Ukoliko se utvrdi otok ili neka deformacija na telu, vrši se merenje opsega te konkretne regije.[3]

- Laboratorijska pretraga je pomoćna metoda, ali je nužna prilikom dijagnostičke obrade bolesnika. Odnosi se na kompletnu krvnu sliku (upala, anemija), CRP (C reaktivni protein), mokraću (upala, funkcija bubrega), alkalnu fosfatazu, sedimentaciju eritrocita. Osim ovih rutinskih analiza, vrše se i Waaler-Roseov i Latex test, elektroforeza, imunoelektroforeza itd.[1]
- Radiološka pretraga je takođe pomoćna metoda koja bitno doprinosi dijagnostici bolesti i procenjivanju provedenog lečenja. Rendgensko snimanje se može vršiti kao rutinsko (u dva smera) ili kao specijalno-dodatno, pri čemu se mora imati u vidu da neki proces mora dostići i određenu veličinu da bi se video na rendgenskom snimku. Kod snimanja ekstremiteta mora se snimiti i zdrava strana kako bi se vršilo poređenje.

U radiološke pretrage takođe spadaju i kontrastna radiografija, kompjuterizovana tomografija (CT), kao i trodimenzionalni CT (3D-CT).

U dodatne dijagnostičke postupke spadaju magnetna rezonanca, tipizacija tkiva, mikrobiološke pretrage, scintigrafija kosti, dijagnostički ultrazvuk, artroskopija, kompjuterizovana kolor-termografija, denzitometrija kosti, kao i biopsija i citološka punkcija.

## Ortopedski zahvati
Opšta podela ortopedskih zahvata je na neoperativne (zatvorene, tj. bez diranja integriteta kože) i operativne (otvorene, hirurške).

### Neoperativni ortopedski zahvati
Pod neoperativnim ortopedskim zahvatima u užem smislu se podrazumeva repozicija preloma kosti i repozicija zglobova, a jedna od najbitnijih metoda neoperativnog lečenja jeste primena gipsanih zavoja.
- Repozicija preloma kosti jeste zahvat kojim se nameštaju prelomljeni delovi kosti, tako što se najpre prelomljeni delovi vraćaju u položaj svoje normalne ose, i zatim sa strane se pritiskom ruke daje normalni oblik prelomljenom delu uda. Nakon toga se ekstenzijom (izvodi se rukama ili aparatima) i kontraekstenzijom prelomljeni delovi kosti vraćaju u normalan položaj. Potrebno je pacijenta uvesti u anesteziju (opštu ili lokalnu) radi uklanjanja bola, i propratiti čitav postupak rendgenskim snimkom. Nakon uspešno izvršene repozicije, tretirani deo se imobilizuje gipsom.
- Repozicija zglobova podrazumeva nameštanje iščašenih zglobova tela. Prilikom obavljanja ovog zahvata, posebno je bitna ekstenzija ručnim istezanjem ili istezanjem pomoću posebnih aparata na ortopedskom stolu, kako bi se razvukli skraćeni mišići. Nakon savlađivanja otpora mišića, u zavisnosti na kom zglobu se vrši manipulacija, primenjuju se određeni pokreti, kako bi se povređeni deo vratio u normalan položaj. Najzad, repozicija se rendgenski potvrđuje i zglob se imobilizuje na kraći ili duži vremenski period, u zavisnosti od povrede.
- Gipsani zavoj koristi se u lečenju ortopedskih bolesti i deformacija lokomotornog sistema. Danas se upotrebljavaju isključivo fabrički napravljeni gipsani zavoji, koje sve više zamenjuju plastične mase, znatno lakše od gipsa. U ortopediji gipsani zavoji služe za:
  - imobilizaciju određenog dela lokomotornog sistema,
  - fiksiranje i ispravljanje deformacije u korigovan položaj,
  - ekstenziju dela tela,
  - ispravljanje deformacije ili krivog položaja dela tela.

Loše postavljen gipsani zavoj može prouzrokovati štetne i za ekstremitet opasne posledice. Najteže komplikacije jesu poremećaji u krvotoku zbog strangulacije ili pritiskanja krvnih žila gipsom, što može uzrokovati nekrozu distalnog dela uda. Takođe, ukoliko postoji pritisak na živce, može doći i do paralize, pa dugotrajniji pritisak ili natezanje živaca može uzrokovati nepopravljiva oštećenja.

### Operativni ortopedski zahvati
Pod hirurškim zahvatima u ortopediji podrazumevaju se operacije na tetivama, kostima, zglobovima, živcima, krvnim žilama, koži, kao i amputacije i egzartikulacije.
Prilikom operacija na tetivama mora se voditi računa o funkcionalnim i fiziološkim osobinama tetiva, bez obzira koji se zahvat vrši. U operacije tetiva spadaju:
- Spajanje (šavovi) tetiva,
- Tenotomija (presecanje tetiva),
- Skraćivanje tetiva,
- Translokacija tetiva,
- Transpozicija tetiva i mišića,
- Transplantacija tetiva.

Za operacije na kostima koristi se čitav niz instrumenata, koji su napravljeni da izdrže rad na čvrstom materijalu kao što je kost, a postoje i posebna sredstva za njihovo fiksiranje. Ove operacije obuhvataju:
- Trepanaciju kosti i sekvestrektomiju,
- Osteotomiju,
- Osteosintezu,
- Transplantaciju kosti,
- Resekciju, produživanje i skraćivanje kosti.

Operacije na zglobovima se vrše pod strogim aseptičkim okolnostima, obzirom da se radi o pristupu telesnim šupljinama. U ove hirurške zahvate spadaju:
- Punkcija zgloba,
- Otvaranje zgloba (arthrotomia),
- Kapsulotomija (capsulotomia) i sinovektomija (synovectomia),
- Resekcija zgloba,
- Otvorena repozicija zgloba,
- Artrodeza,
- Artroriza,
- Artroliza,
- Artroplastika,
- Aloplastika,
- Transplatacija zgloba.

Operacije na živcima zahtevaju primenu izuzetno finog instrumentarijuma i materijala za šivenje, kao i primenu operacijskog mikroskopa. Najčešći zahvati su:
- Kompresija živca,
- Neuroliza živca,
- Šav živca,
- Premeštanje (translokacija) živca,
- Resekcija i transplantacija živca.

Operacije na krvnim žilama podrazumevaju:
- operacije na arterijama

1. podvezivanje arterije,
2. šav(sutura),
3. anastomoza i plastika arterije,
4. embolektomija,
5. tromboendarteriectomia,
6. operacije aneurizme,
7. arterio-venske fistule,
8. pulsirajući hematom;

- operacije na venama

1. šav(sutura),
2. sekcija vene,
3. plućna embolektomija,
4. trombektomija;

- operacije na limfnom sistemu(lečenje limfedema(limfna staza, elefantijaza)).

Operacije na koži se koriste u lečenju urođenih i stečenih deformacija lokomotornog sistema, kao i zbrinjavanju povreda i posledica povreda lokomotornog sistema. U ortopediji se koriste ranskutani(obuhvata sve slojeve kože) i intrakutani(obuhvata sve slojeve kože osim epidermisa) šav kože.
 Amputacija, egzartikulacija i reamputacija se primenjuju ukoliko ne postoji mogućnost da se povređeni deo ekstremiteta sačuva. Amputacija podrazumeva odstranjivanje celog uda ili njegovog dela, a egzartikulacija podrazumeva odstranjivanje celog uda ili njegovog dela u zglobu.
Reamputacija podrazumeva ponovni hirurški zahvat na amputiranom udu. Nakon operacije ovog tipa sledi postoperativna rehabilitacija i primena odgovarajuće proteze, što je isključivo područje ortopedije, kao jedine grane medicine koja u celosti može dati odgovor na ovakve zdravstvene komplikacije.

## Spoljašnje veze
- Amputacija
- MKB-10 M00-M99 2007. - WHO
- Introduction to articular cartilage repair